# Zindzi Mandela
Zindziswa Mandela, també coneguda com a Zindzi Mandela o Zindzi Mandela-Hlongwane, (Soweto, 23 de desembre de 1960 - Johannesburg, 13 de juliol de 2020) va ser una diplomàtica i poeta sud-africana, ambaixadora del seu país a Dinamarca entre 2015 i 2020. Va ser filla dels activistes i polítics anti-apartheid Nelson Mandela i Winnie Mandela. Va exercir com a primera dama de Sud-àfrica entre 1996 i 1998.

## Origen
Mandela va néixer el 23 de desembre de 1960 a Soweto, en el que llavors era la Unió Sud-africana. Era filla de Nelson i Winnie Mandela, germana menor de Zenani Mandela-Dlamini i la tercera de les tres filles de Nelson Mandela. L'any del seu naixement va ser l'any en què el Congrés Nacional Africà (ANC) va posar en funcionament la seva ala armada, i els seus pares van passar a estar en cerca i captura pel govern. De fet, quan el seu pare va ser enviat a presó, Zindzi Mandela tenia 18 mesos. Durant la seva joventut, la seva mare va ser enviada a presó durant diversos mesos.

## Trajectòria
L'any 1977 van desterrar la seva mare a la província de l'Estat Lliure d'Orange i se'n va anar a viure amb ella allà. De bon principi no va poder completar la seva educació fins que va ser enviada a Swazilàndia. Finalment, a la seva mare se li va permetre tornar a Soweto. El 1985, Nelson Mandela va rebre una proposta de llibertat condicional de l'aleshores president de l'estat, Pieter Willem Botha, que va rebutjar en una carta que Zindzi Mandela va llegir en públic el 10 de febrer de 1985.
El 1978 va publicar un llibre de poesia, titulat Black as I Am, amb fotografies de Peter Magubane. Les seves poesies també van aparèixer en altres publicacions, com Somehow We Survive: An Anthology of South African Writing, editat per Sterling Plumpp, i Daughters of Africa, editat per Margaret Busby. L'any 1985 es va llicenciar en Dret a la Universitat de Ciutat del Cap.
De 1996 a 1998 va exercir de Primera dama de Sud-àfrica.

### Ambaixadora
L'any 2014 va ser nomenada ambaixadora de Sud-àfrica a Dinamarca, tot i que no va arribar per primera vegada al país escandinau fins al juny de 2015.
El juny de 2019, durant la seva etapa com a ambaixadora, va emetre una sèrie de missatges des del seu compte de Twitter on va parlar sobre «tremolosos covards blancs que són els violadors lladres descendents de Jan van Riebeek [sic]» i «visitants no convidats que no van voler anar-se'n» el que va causar gran controvèrsia. Aquell mateix mes, Mandela també havia expressat el seu «profund i pur amor incondicional i respecte» per «CIC», el líder dels Lluitadors per la Llibertat Econòmica (EFF), Julius Malema.
Per tot això, va ser investigada pel Departament de Relacions Internacionals i Cooperació (DIRCO) per violar la seva política de xarxes socials, tot i que Mandela va romandre desafiant. Per això, el ministre d'Afers Exteriors Naledi Pandor la va convenir a comportar-se com una diplomàtica i adherir-se a la política de mitjans de comunicació social del departament. L'expresident Thabo Mbeki va expressar la seva preocupació pel que va passar i el veterà Mavuso Msimang va considerar els seus missatges com a discurs d'odi, mentre que Mandela va obtenir el suport de l'EFF i del primer ministre de la província de KwaZulu-Natal, Sihle Zikalala.

## Vida personal i mort
Es va casar dues vegades i va tenir quatre fills: l'escriptora i activista Zoleka Mandela (1980), Zondwa Mandela (1985), Bambatha Mandela (1989) i Zwelabo Mandela (1992). El seu primer marit va ser Zwelibanzi Hlongwane. El març de 2013, es va casar amb el seu segon marit, Molapo Motlhajwa, que era membre de la Força de Defensa Nacional de Sud-àfrica.
Va ser acusada de la cancel·lació d'un combat de boxa entre Floyd Mayweather i Manny Pacquiao, que ella va organitzar amb motiu de l'aniversari del seu pare el 2011, perdent la demanda que li va interposar la promotora de l'acte Duane Moody sent condemnada a pagar 4,7 milions de dòlars més les costes per danys a Moody.
El 13 de juliol de 2020 va morir a Johannesburg, a l'edat de 59 anys.

## Reconeixements
En el telefilm de la BBC de 2009 la Sra. Mandela, Zindzi Mandela va ser interpretada per Refilwe Pitsoe. Aquell mateix any, l'actriu sud-africana Bonnie Henna va donar vida a Zindzi Mandela a la pel·lícula Invictus.